# علاقات الكرسي الرسولي وفلسطين
لقد حافظ الكرسي الرسولي على علاقاته مع فلسطين قبل عام 1948. في 11 فبراير 1948، أنشأ الكرسي الرسولي مكتب القاصد الرسولي لدى القدس وفلسطين، الذي يشمل اختصاصه فلسطين، و‌شرق الأردن (الأردن الآن)، و‌قبرص. وفي الممارسة العملية للفاتيكان، يمثّل القاصد الرسولي ممثلا للفاتيكان في بلد لا تربطه علاقات دبلوماسية مع الفاتيكان، ولكنه ليس معتمدا لدى حكومة البلد. ويعمل المفوض أيضا كجهة اتصال مع الكنيسة الكاثوليكية في ذلك البلد.
إن علاقات الكرسي الرسولي وفلسطين تحكمها حاليا الاتفاقية المبرمة بين الطرفين في عام 2000. الصراع الإسرائيلي الفلسطيني و‌السيطرة الإسرائيلية على معظم أراضي الضفة الغربية هما الاعتباران الرئيسيان في هذه العلاقات.
وقبل إنشاء مكتب القاصد الرسولي، كان حارس الأرض المقدسة، الذي له وجود في الأرض المقدسة منذ فترة الحملات الصليبية، و‌بطريرك اللاتين في القدس، الذي أعيد إنشاؤه في عام 1847، يمثل مصالح الفاتيكان في المنطقة.
وفي عام 1987 أصبح ميشيل صباح أول بطريرك فلسطيني أصلى يتم تعيينه بطريرك لاتينى. وكان خلفه في عام 2008 هو فؤاد طوال من الأردن. وغالبية رجال الدين من أصل فلسطينيي أو أردني.
وفي مايو 2009، أعرب البابا بنديكت السادس عشر عن تأييده للحل القائم على وجود دولتين للصراع الإسرائيلي - الفلسطيني.
عندما اندلعت الحرب العربية ـ الإسرائيلية عام 1948، ظل البابا على موقف الحياد الرسمي في النزاع. وفي 24 أكتوبر 1948، وفي وقت كانت الحرب لا تزال مستعرة، أصدر البابا بيوس الثاني عشر منشوراً، دعا فيه إلى حماية الأماكن المقدسة، ودعا إلى السلام والاحترام المتبادل من جانب المقاتلين. ورغم استمراره في تبني موقف الحياد، إلا أنه بحث أيضاً عن إمكانيات تحقيق العدالة والسلام في فلسطين.

## يوحنا الثالث والعشرون
كتب البابا يوحنا الثالث والعشرون المنشور البابوي Pacem in terris الخاص بالسلام في العالم، والذي كان في بعض الأحيان يُـقرأ ويُـعاد تفسيره بواسطة المسيحيين في سياق السياسة في الأرض المقدسة.

## بولس السادس
وكان البابا بولس السادس زار الأرض المقدسة في يناير 1964. ودفعته تجاربه الحية والشخصية هناك إلى الدعوة إلى مبادرات جديدة ومهمة وخلاقة بالنيابة عن الفلسطينيين والكنيسة في فلسطين. وفي 25 مارس 1974، كتب الرسالة البابوية Nobis in animo، خططنا، عن المشاكل الاجتماعية القائمة في الأرض المقدسة.

## يوحنا بولس الثاني
التقى البابا يوحنا بولس الثاني ياسر عرفات في 1987 وأيد بشكل عام منح الفلسطينيين حقوقا أكبر. كان من المدافعين عن مفاوضات السلام في التسعينات. وفي 15 فبراير 2000 ابرم الكرسي الرسولي اتفاقا أساسيا مع السلطة الفلسطينية.

## بنديكت السادس عشر
كان البابا بنديكتوس قد قام برحلة في عام 2009 إلى الأردن وفلسطين، على الرغم من أن الرحلة وضعت موضع الشك بسبب الاقتتال الداخلي المستمر في غزة التي تحتلها إسرائيل. وأولى البابا بنديكت اهتماما كبيرا لمعاناة الناس في الأرض المقدسة، ولا سيما الشعب الفلسطيني.
وفي 24 أكتوبر 2010، جاء في البيان الختامي لمجمع الأساقفة الذي يرأسه بنديكت السادس عشر أن «الخطوات القانونية اللازمة لإنهاء احتلال مختلف الأراضي العربية» وتابع القول «إن اللجوء إلى المواقف العقائدية والإنجيلية التي تستخدم كلمة الله لتبرير المظالم خطأ غير مقبول». وقال كبير المفاوضين الفلسطينيين صائب عريقات «ننضم إلى مجمع الأساقفة في دعوته إلى المجتمع الدولي للحفاظ على القيم العالمية للحرية والكرامة والعدالة». واكد نائب وزير الخارجية الإسرائيلي داني أيالون من جهته ان «المجمع اختطف من قبل غالبية معادية لاسرائيل».
وفي 17 ديسمبر 2012، أظهر البابا في اجتماع مع الرئيس الفلسطيني عباس تأييداً رسمياً لقرار الجمعية العامة للأمم المتحدة الذي يعترف بفلسطين كدولة غير عضو بصفة مراقب.

## فرنسيس
أعرب البابا فرنسيس عن تعاطفه مع القضية الفلسطينية خلال زيارته للسلطة الفلسطينية في مايو 2014. في 13 مايو 2015، أعلن الفاتيكان عزمه على التوقيع على أول معاهدة مع دولة فلسطين بعد الاعتراف بها رسميا كدولة في فبراير 2013. تم التوقيع على الاتفاق الشامل بين الكرسي الرسولي ودولة فلسطين في 26 يونيو 2015. بعد اعترافه بدولة فلسطين، شرع البابا فرانسيس في إقامة علاقات ديبلوماسية مع تلك الدولة، وفي 14 يناير 2017 افتتحت رسميا سفارة فلسطينية لدى الفاتيكان.
خلال فترة بعد ظهر يوم 26 مايو 2014، أضرمت النيران في صندوق صغير من الصلبان في كنيسة رقاد السيدة العذراء في القدس. ويعتقد الشهود ان ذلك كان محاولة حرق متعمد. في الوقت نفسه كان البابا فرنسيس يجري طقوس في المبنى المجاور في الغرفة العليا ل‌مقام النبي داود.